# Río Sabanilla
Der Río Sabanilla ist ein 30 km langer rechter Nebenfluss des Río Zamora in der Provinz Zamora Chinchipe im Südosten von Ecuador.

## Flusslauf
Der Río Sabanilla entspringt im Süden der Cordillera Real, 20 km südsüdöstlich der Großstadt Loja. Der Flusslauf beginnt in dem etwa 3180 m hoch gelegenen Bergsee Laguna del Compadre. Der Río Sabanilla fließt anfangs 6 km in Richtung Nordnordwest und wendet sich im Anschluss nach Norden und schließlich nach Nordosten. Der Río Sabanilla mündet schließlich 7 km westnordwestlich der Stadt Zamora in den Río Zamora. Die Fernstraße E50 (Loja–Zamora) überquert den Fluss etwa einen Kilometer oberhalb dessen Mündung. Mit Ausnahme der untersten drei Flusskilometer befindet sich das Einzugsgebiet des Río Sabanilla innerhalb des Nationalparks Podocarpus.

## Hydrologie
Der Río Sabanilla entwässert ein 185 km² großes Areal an der Ostflanke der Cordillera Real im Südosten von Ecuador. Der mittlere Abfluss beträgt 28,8 m³/s.